# Bogoljub Jevtić

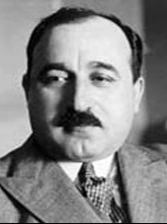
Bogoljub Jevtić

Bogoljub Jevtić (serbisch-kyrillisch Богољуб Јевтић; * 24. Dezember 1886 in Kragujevac, Serbien; † 7. Juni 1960 in Paris, Frankreich) war ein serbischer Diplomat und Politiker im Königreich Jugoslawien. Nach der Ermordung von König Alexander I. von Jugoslawien wurde er am 22. Dezember 1934 zum Ministerpräsidenten von Jugoslawien ernannt und bekleidete dieses Amt bis zum 24. Juni 1935.

## Leben
Jevtić wurde 1886 in Kragujevac geboren, wo er zur Grundschule ging und das Gymnasium besuchte. Er schrieb sich an der Universität Belgrad ein und wurde 1911 zum Doktor der Rechte promoviert. Er studierte Wirtschaftswissenschaften an der Universität Zürich und setzte sein Studium an der Handelshochschule in Berlin fort, wo er seinen zweiten Doktortitel erwarb. Er kämpfte als Freiwilliger für Serbien während der Balkankriege 1912/13 und wurde Diplomat. Als der Erste Weltkrieg ausbrach, hatte der Militärdienst Vorrang vor dem diplomatischen Dienst. Jevtić, ein Hauptmann in der Infanterie, kämpfte erneut an der Front. Als er 1917 von der Front abberufen wurde, kehrte er als Attaché in der serbischen Gesandtschaft in Stockholm in die Diplomatie zurück. Der nächste Schritt war die serbische Gesandtschaft in London und danach wurde er Generalsekretär der jugoslawischen Delegation bei der Pariser Friedenskonferenz 1919. Edvard Beneš, der führende Delegierte der neu entstandenen Tschechoslowakei, führte wichtige Gespräche mit Jevtić, und die beiden wurden Freunde. Im Jahr 1924 war er Berater der Gesandtschaft des Königreichs der Serben, Kroaten und Slowenen in Paris und Brüssel. 1926 wurde er der jugoslawische Gesandte in Albanien. Später war er zuständig für die wichtigen diplomatischen Vertretungen Jugoslawiens in Wien und Budapest.
Als Reaktion auf die politische Krise, die durch die Ermordung von Stjepan Radić ausgelöst wurde, hob König Alexander am 6. Januar 1929 die Verfassung auf, löste das Parlament auf und führte eine persönliche Diktatur ein. Er machte Jevtić zu seinem Hofminister, wo er wichtiger Berater wurde und das Vertrauen des Hofs gewinnen konnte. Er war zusätzlich stellvertretender Außenminister vom 3. Februar 1929 bis zum 29. Oktober 1930 und Außenminister vom 2. Juli 1932 bis zum 20. Dezember 1934. In dieser Position konnte er einige Erfolge erreichen, darunter die Stärkung der Kleinen Entente und den Abschluss des Balkanpaktes im Februar 1934. Das Attentat von Marseille auf König Alexander und den französischen Außenminister Louis Barthou am 9. Oktober 1934 führte zum Tod des Königs. Jevtić, der im Auto hinter dem Monarchen fuhr, war der Erste, der zu ihm eilte, und hörte Berichten zufolge die letzten Worte Alexanders: „Bewahrt Jugoslawien!“. Jevtić wurde nach dem Scheitern einer kurzlebigen Regierung unter Nikola Uzunović mit der Regierungsbildung beauftragt und im Juni 1935 Ministerpräsident, verlor diese Position aber nach weniger als einem Jahr, als die Opposition die Wahlen gewonnen hatte. Sein Nachfolger wurde Milan Stojadinović.
Jevtić gründete in der Opposition gemeinsam mit seinem Schwager Petar Živković die Jugoslawische Nationalpartei, welche sich bei den Wahlen im Dezember 1938 der gesamtjugoslawischen Opposition unter der Führung Vladko Maček anschloss. Nach dem Jugoslawischen Staatsstreich 1941 wurde Jevtić kurzzeitig Verkehrsminister in der Regierung von Dušan Simović. Mit dem deutschen Überfall auf Jugoslawien musste Jevtić jedoch das Land verlassen und wurde Teil der jugoslawischen Exilregierung und Botschafter für diese in London. Nach der Gründung des sozialistischen Jugoslawiens 1945 durch Josip Broz Tito konnte Jevtić als wichtiger Politiker der monarchischen Ära nicht mehr zurückkehren und starb 1960 im Exil in Paris.